# Papratka
Papratka (cistopteris; lat. Cystopteris), rod vazdazelenih paprati iz porodice Cystopteridaceae. Na popisu je 25 vrsta i 5 hibrida, a rasprostranjene su diljem svijeta, uključujući i Hrvatsku,
U Hrvatskoj postoje 4 vrste planinska papratka (C. alpina), C. dickieana, nježna papratka (C. fragilis) i  brdska papratka (C. montana)

## Vrste
1. Cystopteris alpina (Lam.) Desv.
2. Cystopteris apiiformis Gand.
3. Cystopteris bulbifera (L.) Bernh.
4. Cystopteris chinensis (Ching) X. C. Zhang & R. Wei
5. Cystopteris deqinensis Z. R. Wang
6. Cystopteris diaphana (Bory) Blasdell
7. Cystopteris dickieana R. Sim
8. Cystopteris douglasii Hook.
9. Cystopteris fragilis (L.) Bernh.
10. Cystopteris laurentiana (Weath.) Blasdell
11. Cystopteris membranifolia Mickel
12. Cystopteris millefolia Mickel & Tejero
13. Cystopteris montana (Lam.) Desv.
14. Cystopteris moupinensis Franch.
15. Cystopteris pellucida (Franch.) Ching
16. Cystopteris protrusa (Weath.) Blasdell
17. Cystopteris reevesiana Lellinger
18. Cystopteris sandwicensis Brack.
19. Cystopteris sudetica A. Braun & Milde
20. Cystopteris tasmanica Hook.
21. Cystopteris tennesseensis Shaver
22. Cystopteris tenuifolia Alderw.
23. Cystopteris tenuis (Michx.) Desv.
24. Cystopteris ulei Christ
25. Cystopteris utahensis Windham & Haufler
26. Cystopteris × christii Hahne
27. Cystopteris × illinoensis R. C. Moran
28. Cystopteris × montserratii Prada & Salvo
29. Cystopteris × vidae Fraser-Jenk. & Parris
30. Cystopteris × wagneri R. C. Moran

## Vanjske poveznice
|  | Zajednički poslužitelj ima još gradiva o temi Cystopteris |
|  | Wikivrste imaju podatke o taksonu Cystopteris             |